# Pikeville (Kentucky)
Pikeville ist eine Stadt im Bundesstaat Kentucky in den Vereinigten Staaten und der Verwaltungssitz (County Seat) des Pike County. Das U.S. Census Bureau hat bei der Volkszählung 2020 eine Einwohnerzahl von 7754 ermittelt. Die Stadt liegt in den Appalachen, entlang der Levisa Fork des Big Sandy River.

## Geschichte
Am 25. März 1822 beschlossen die örtlichen Staatsbeamten, einen neuen County Seat namens „Liberty“ zu errichten, 1,5 Meilen (2,4 km) unterhalb der Mündung des Russell Fork River. Die öffentliche Missbilligung des Standorts führte am 24. Dezember 1823 zu einer neuen Entscheidung, den County-Sitz auf einem Land zu errichten, das der örtliche Farmer Elijah Adkins gestiftet hatte. Diese Siedlung wurde 1824 nach dem County als Pike gegründet. Dieser Name wurde 1829 in Piketon geändert und die Stadt wurde 1848 unter diesem Namen eingemeindet. 1850 wurde dies in das heutige Pikeville geändert.
Die Stadt ist seit den 1990er Jahren ein Zentrum der rasanten Entwicklung im Osten Kentuckys. Das Pikeville College (heute die University of Pikeville) eröffnete 1997 das Kentucky College of Osteopathic Medicine. Die Universität eröffnete außerdem im Herbst 2016 das Kentucky College of Optometry, die erste Optometrie-Schule in den zentralen Appalachen. Im Oktober 2005 wurde die Appalachian Wireless Arena mit 7000 Sitzplätzen und Mehrzweckbereich in der Innenstadt eröffnet.

## Demografie
Nach der Schätzung von 2019 leben in Pikeville 6551 Menschen. Die Bevölkerung teilte sich auf in 93,8 % Weiße, 2,9 % Afroamerikaner, 0,5 % amerikanische Ureinwohner, 1,3 % Asiaten und 1,5 % mit zwei oder mehr Ethnizitäten. Hispanics oder Latinos aller Ethnien machten 2,2 % der Bevölkerung aus. Das mittlere Haushaltseinkommen lag bei 32.281 US-Dollar und die Armutsquote bei 29,2 %.